# ألبرت د. كوهن
ألبرت د. كوهن هو رائد أعمال كندي، ولد في 20 يناير 1914 في وينيبيغ في كندا، وتوفي في 21 نوفمبر 2011.